# Myrath
Myrath (en árabe ميراث, legado) es una banda tunecina de Folk metal progresivo con elementos del Maqam formada en Ezzahra, 2001 bajo el nombre de Xtazy con el cual grabarían su primer disco en forma de EP llamado "Double Face".

## Historia
Myrath es una banda de metal progresivo de Túnez, Túnez, comenzó como una banda de versiones de adolescentes formada en 2001 por el guitarrista Malek Ben Arbia (quien tenía 13 años en ese momento). En los próximos años la banda se desarrollaría su estilo hacia el metal progresivo. Myrath ha actuado en múltiples festivales y eventos de carácter mundial. Cabe destacar en 2016 acompañan a Symphony X en su European Tour. En 2017 se presentaron en el Download Festival de Madrid junto a bandas como System of a Down y Mastodon. La banda ha etiquetado su música como "Oriental metal".
Su primer álbum de estudio Hope fue lanzado en septiembre de 2007, y el segundo, Desert Call en enero de 2010. Myrath filmó su primer video musical, Merciless Times y el tercer álbum Tales of the Sands. En febrero de 2016 lanzaron su último trabajo de estudio Legacy.
El 14t de abril de 2017, luego de tres años sin presentarse en escenarios de Túnez, Myrath dio un mega concierto en el antiguo Anfiteatro de Cartago.

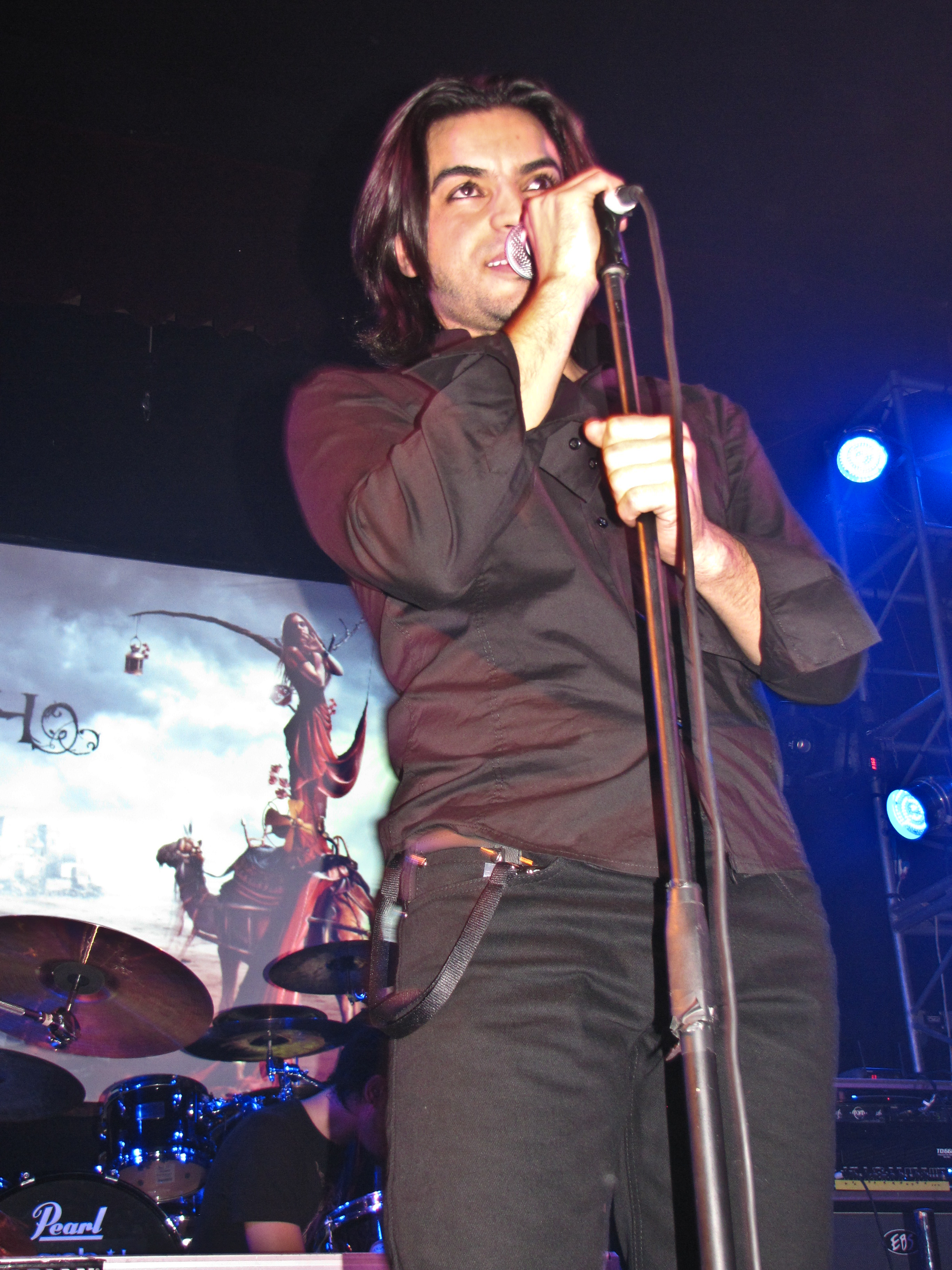
Zaher Zorgati, vocalista principal de la banda.

## Miembros
| Miembros actuales - Malek Ben Arbia – guitarra (2001–presente) - Kevin Codfert – teclado, coros (2022–presente) - Anis Jouini – bajo (2006–presente) - Zaher Zorgati – voz (2007–presente) - Morgan Berthet – batería (2011–presente) | Antiguos miembros - Walid Issaoui – guitarra (2001–2003) - Fahmi Chakroun – batería (2001–2004) - Saief Louhibi – batería (2004–2011) - Zaher Hamoudia – bajo (2001–2004) - Tarek Idouani – voz (2001–2003) - Piwee Desfray – batería (2011–2012) - Elyes Bouchoucha – teclado, coros (2003–2022) |

## Discografía
Álbum de estudio
- 2007 – Hope
- 2010 – Desert Call
- 2011 – Tales of the Sands
- 2016 – Legacy
- 2019 – Shehili
- 2024 – Karma

EP
- 2005 – Double Face (lanzado sólo en Túnez)

Singles
- 2016 – Believer
- 2018 – Dance
- 2019 – No Holding Back
- 2019 – Born To Survive